# Ansar Ghazwat-ul-Hind
Ansar Ghazwat-ul-Hind (en Árabe: انصار غزوات الهند, Las Indias luchan contra los partisanos) es un grupo armado islamista afiliado a Al-Qaeda activo en Cachemira . El grupo reivindica como su objetivo el de imponer la ley Sharia en Jammu y Cachemira y la yihad contra el estado de la India .

## Antecedentes y objetivo

### Trasfondo
Zakir Rashid Bhat llegó a ser un importante líder islamista cachemir. Comúnmente llamado "Zakir Musa" fue comandante operacional de tierra del grupo Hizbul Mujahideen. En 2017, Zakir dejó Hizbul Mujahideen y más tarde se afilió a Al-Qaeda en julio de 2017, formando además la nueva rama de Al-Qaeda en la región, nombrándola Ansar Ghazwat-ul-Hind. En julio de 2017, el Frente Global de Medios Islámicos afiliados a AL Hurr media clamó que Zakir Musa fue nombrado como líder de Ansar Ghazwat-ul-Hind, una de las células más recientes fundadas por Al-Qaeda. Después de la muerte del comandante militante Abu Dujana y Arif Lelhari,se publicó una declaración que supuestamente era de Musa. La declaración afirma que Abu Dujana y Arif Lelhari dejaron Lashkar-e-Taiba y se unieron a Al-Qaeda y ayudaron a establecer una nueva célula de Al-Qaeda en Cachemira. Los funcionarios declararon que la voz del mensaje coincidía con la de los clips de audio anteriores de Musa, aunque el DGP S.P. Vaid del estado declaró que no había forma de autenticar los clips a pesar de que había informes de que Dujana y Musa eran cercanos en ese momento. Mientras tanto, circuló un clip de audio en los medios que afirmaba ser el último mensaje de Dujana y Arif durante su encuentro. Dos voces reclaman lealtad a Al-Qaeda; sin embargo, no se escuchan disparos y no se demostró la autenticidad del clip.

### Objetivo
En 2017, el Frente de Medios Islámicos Globales afiliado a Al-Qaeda publicó un video y anunció que AL Hurr media es el canal de Ansar Ghazwat-ul-Hind y también clamaron que Zakir Musa es el jefe de Ansar Ghazwat-ul-Hind bajo la lealtad de Al- Qaeda y afirmó que el objetivo del grupo Ansar Ghazwat-ul-Hind es llevar a Cachemira como un estado islámico bajo la ley islámica Sharia, el grupo también declaró la Jihad contra India .

## Etimología
El grupo deriva su nombre de la profecía islámica de Ghazwa-e-Hind, que sería la conquista final de la India. Ansar significa partidarios en árabe.

## Consignas
El Frente de Medios Islámicos Globales afiliado al medio AL Hurr, el Canal de Ansar Ghazwat-ul-Hind, publicó un video en urdu sobre Ansar Ghazwat-ul-Hind, también sobre la ocupación india y el asesinato de musulmanes de Cachemira por parte de las Fuerzas Armadas Indias en Jammu Cachemira y mencionó que Ansar Ghazwat ul-Hind tiene dos consignas, la primera consigna es Kashmir Banega Darul Islam significa que "Cachemira se convertirá en un estado islámico" y la segunda consigna es Sharyiat ya shahadat que significa Sharia o martirio .

## Lealtad a Al-Qaeda
En julio de 2017, el canal de medios AL Hurr afiliado al Frente de Medios Islámicos Globales de Ansar Ghazwat-ul-Hind afirmó que Zakir Musa había sido nombrado jefe de Ansar Ghazwat-ul-Hind bajo la lealtad a Al-Qaeda.

## Actividades, afiliación y combatientes extranjeros

### Actividades y afiliación
El 17 de noviembre del 2017, dos militantes abrieron fuego contra un puesto de control policial en Zakura, Jammu y Cachemira. Al menos dos personas, incluido un oficial de policía y un agresor, murieron y otro oficial resultó herido en el enfrentamiento. Tehrik al-Mojahedin se atribuyó la responsabilidad del incidente, mientras que Estado Islámico del Jorasán se atribuyó la responsabilidad por separado; sin embargo, las autoridades cuestionaron la veracidad de esta afirmación sospechando que Ansar Ghazwat-ul-Hind llevó a cabo el ataque.
El 7 de diciembre de 2017, el grupo emitió un comunicado en el que condenaba la declaración del presidente de los Estados Unidos, Donald Trump, de trasladar la embajada de los Estados Unidos en Israel de Tel Aviv a Jerusalén.
No fue hasta el 4 de diciembre del mismo año, cuando asaltantes armados atacaron un banco Noorpora,robando cerca ₹97,256 rupees y dañando las computadoras del sitio. El 25 de diciembre de 2017, en un video de un militante de Cachemira declarando lealtad al Estado Islámico de Irak y el Levante y declarando una nueva provincia de ISIL en Cachemira, el combatiente instó a Ansar Ghazwat-ul-Hind a aliarse o ser leal a ISIL. y emprender la Jihad en Cachemira contra el gobierno indio, pero el grupo declinó.
En febrero de 2018, el grupo publicó un video de Zakir Musa llamando a los musulmanes indios a atacar las patrullas y los puestos de control del ejército indio, así como a las empresas interesadas en invertir en India. El 12 de febrero del mismo año, atacantes abrieron fuego al vehículo de  Mohammad Yousuf Rather en Charangam, Distrito de Badgam. La victimaempleado del Departamento de Desarrollo de Energía y un activista del Conferencia Hurriyat de todas los partidos (APHC), murió en el ataque. Ansar Ghazwat-ul-Hind clamo responsabilidad del ataque, el cual lo justifico que el grupo político cuál era parte promovia el secularismo. Días después (25 de febrero), militantes atacaron contra un oficial de policía que custodiaba la residencia de Fazal Haq Qureshi, líder de la Conferencia Hurriyat de todas los partidos (APHC), en el barrio de Soura, Srinagar, Jammu y Cachemira, el oficial murió y su rifle fue robado tras el ataque. El Estado Islámico del Gran Jorasán se atribuyó la responsabilidad del atentado; pero las autoridades dudaron de la veracidad de esta afirmación, ya que Ansar Ghazwat-ul-Hind se atribuyó por separado la responsabilidad del ataque. Más las autoridades afirmaron que el agresor, Eisa Fazli, estaba afiliado a Tehrik al-Mujahedin, Lashkar-e-Taiba y Hizbul Mujahideen. Algunas semanas después, el 15 de marzo, terroristas atacaron a Mohammad Anwar Khan, líder del Partido Bharatiya Janata (BJP), en Balhama, Jammu y Cachemira. Khan resultó ileso; aunque uno de sus guardaespaldas resultó herido en el ataque. Además, dos asaltantes murieron y un oficial de la Fuerza de Policía de Reserva Central (CRPF) resultó herido en el enfrentamiento posterior con las fuerzas de seguridad. Ansar Ghazwat-ul-Hind se atribuyó la responsabilidad del incidente horas después.
En abril de 2018, el grupo publicó material que alentaba a los musulmanes de India y Cachemira a realizar ataques de lobos solitarios. No fue hasta el 8 de septiembre del mismo año, terroristas asesinaron a tiros a Hakeem-ur-Rehman Sultani,  Conferencia Hurriyat de todas los partidos (APHC), en Bomai, Jammu and Kashmir. Ansar Ghazwat-ul-Hind clamo responsabilidad por el ataque, aunque fuentes atribuyen el atentado a Lashkar-e-Taiba (LeT). Días después milicianos arrojaron cuatro explosivos improvisados  en una estación de policía en Jalandhar, Punjab. Al menos dos policías resultaron heridos en las explosiones. La Fuerza Tigre Bhindranwale de Khalistan (BTHK) se atribuyó la responsabilidad del ataque, aunque las autoridades cuestionaron la veracidad de esta afirmación. Las fuentes también atribuyeron el ataque a Ansar Ghazwat-ul-Hind. No fue hasta el 18 de noviembre del 2018, milicianos lanzaron granadas y abrieron fuego contra un campamento de la Fuerza Policial de Reserva Central (CRPF) en Kakapora, Jammu y Cachemira. Un miembro de CRPF murió y otros dos resultaron heridos en el ataque. Jaish-e-Mohammed (JeM) se atribuyó la responsabilidad del atentado, pero las autoridades sospecharon que el ataque fue llevado a cabo por Ansar Ghazwat-ul-Hind.
El 21 de noviembre de 2019, el grupo publicó un video condenando el fallo de la corte india sobre Babri Masjid. El grupo instó a los musulmanes a tomar represalias contra la decisión.
El 6 de enero de 2020, el grupo lanzó un mensaje de audio y video a los musulmanes de Cachemira e India por Talha Abdul Rahman, el portavoz del grupo, condenando los disturbios de Delhi de 2020 por parte de nacionalistas hindúes contra los musulmanes indios en Delhi . El grupo instó a los musulmanes a unirse contra la ideología Hindutva y llamaron a unirse a la Yihad contra los enemigos del Islam. No fue hasta el 9 de febrero, milicianos dispararon y mataron a Ghulam Nabi, un contratista, frente a su casa en Tral, Jammu y Cachemira. Ningún grupo se atribuyó la responsabilidad del incidente; sin embargo, las autoridades atribuyeron el ataque a Hizbul Mujahideen (HM) y Ansar Ghazwat-ul-Hind. Días después tres militantes de Ansar Ghazwat-ul-Hind murieron en un enfrentamiento con las fuerzas de seguridad.
El 18 de enero de 2022, el grupo se atribuyó la responsabilidad del intento de atentado con bomba en Ghazipur, Delhi. El grupo mencionó que tuvo como objetivo militantes pro-Hindutva y nacionalistas hindúes en venganza por los disturbios del 2020 dirigidos contra la población musulmana en la India.
El 11 de diciembre del mismo año, el grupo clamo un ataque con RPG-7 contra una estación de policía en Tarn Taran, Punjab. El grupo dijo que habían disparado un cohete desde la carretera Amritsar-Bathinda. Más temprano el sábado, Sikhs por la Justicia (SFJ), una organización militante Khalistani insurgente, se atribuyó la responsabilidad del ataque. Las autoridades indias han nombrado este ataque como la agenda paquistaní para la preparación de más ataques en Punjab, India.

#### Peleadores extranjeros
El Ansar Ghazwat-ul-Hind cuenta con una importante cantidad de peleadores en Cachemira, provenientes de Pakistán y Afganistán que fueron llamados para hacer la “Guerra santa” contra la India.

## Actividad armada
El 17 de noviembre de 2017 de dos atacantes abrieron fuego contra un puesto de control policial en Zakura, Jammu y Cachemira, India. Al menos dos personas, incluido un oficial de policía y un atacante, encontrado y otro oficial resultó herido en el enfrentamiento que siguió. Tehrik al-Mojahedin se atribuyó la responsabilidad del incidente, pero también la célula del Estado Islámico se atribuyó la responsabilidad por separado sin embargo, las autoridades cuestionaron la veracidad de esta sólida. Además, las fuentes sospecharon que Ansar Ghazwat-ul-Hind llevó a cabo el ataque.

## Operaciones contra Ansar Ghazwat-ul-Hind
El 21 de diciembre de 2018, el líder adjunto del grupo, Soliha Mohammad Akhoon, también conocido como Rehaan Khan, murió en un encuentro con 42 Rashtriya Rifles y CRPF junto con otros cinco militantes.
El 24 de mayo de 2019, las fuerzas de seguridad indias mataron a Zakir Musa en un encuentro en la región Tral de Jammu y Cachemira. Las fuerzas de seguridad tuvieron que volar la casa de una farmacia donde se escondía Musa. Se envió al propietario a negociar la rendición, pero Musa se negó. Al funeral de Zakir Musa, miles de personas asistieron al funeral de Zakir Musa, y se registraron protestas por parte de simpatizantes o personas que lamentaban la muerte del militante.
El 22 de octubre de 2019, las fuerzas de seguridad indias mataron a Hameed Lehari en un encuentro en Awantipora, Jammu y Cachemira. Fue el segundo líder de la organización.
El director general de Policía de Jammu y Cachemira, Dilbag Singh, dijo que Ansar Ghazwat-ul-Hind había sido "borrado de Cachemira" el 23 de octubre de 2019.
El 14 de junio de 2022, la policía de Jammu y Cachemira dijo que Abdullah Abbas Ghazi Bhat, también conocido como Abdullah Ghazi, era un militante principal del grupo militante islamista Ansar Ghazwat-ul-Hind, un grupo vinculado a al-Qaeda. La policía dijo que, según los informes, las fuerzas de seguridad indias lo habían matado con dos militantes de Hizbul durante una operación de búsqueda el 11 de junio. Había estado luchando junto a militantes de Hizbul Mujahideen en Kulgam. Murió en un tiroteo en la ciudad de Kulgam. Las dos fuerzas de seguridad indias también murieron y cinco resultaron heridas durante el enfrentamiento. La lucha fue tan intensa que destruyó parcialmente las fuerzas de seguridad en su casa. 14 de junio, unos días después de su muerte, cuatro soldados del ejército indio fueron asesinados y el miembro principal de la operación de búsqueda, Ashkan Kumar, un alto oficial de la policía de Jammu y Cachemira, también fue asesinado frente a su casa en lo que se creía que había sido una represalia. por la muerte de Abdullah.
El 22 de abril de 2020, cuatro militantes del grupo fueron asesinados en la aldea Melhora del distrito de Shopian durante un encuentro con los 55 rifles Rashtriya del ejército indio y el CRPF. Dos trabajadores de superficie de Ansar Ghazwat-ul-Hind habían sido capturados en el distrito de Pulwama el 22 de mayo. El 29 de abril de 2020, el subdirector del Grupo, Burhan Koka, murió en un encuentro en el área de Melhora de Shopian junto con otros 2 asociados.
El 9 de abril de 2021, el director general de policía de Jammu y Cachemira, Dilbag Singh, dijo que Ansar Ghazwat-ul-Hind había sido "borrado de Cachemira" por segunda vez, después de que 7 militantes, incluido su jefe, murieran en un encuentro. El 11 de julio de 2021, Prashant Kumar, ADG Law and Order, UP, dijo: “ATS UP ha descubierto un gran módulo militante. El equipo arrestó a dos militantes vinculados con Ansar Ghazwat-ul-Hind de al-Qaeda.”